# 坎氏叫姑魚
坎氏叫姑魚為輻鰭魚綱鱸形目鱸亞目石首魚科的其中一種，分布於東印度洋的馬來西亞海域，體長可達10.2公分，棲息在沿海及河口區。